# Труновское сельское поселение (Орловская область)
Труновское се́льское поселе́ние — муниципальное образование в Краснозоренском районе Орловской области Российской Федерации.
Административный центр — посёлок Ключики.

## История
Статус и границы сельского поселения установлены Законом Орловской области от 12 августа 2004 года № 417-ОЗ «О статусе, границах и административных центрах муниципальных образований на территории Краснозоренского района Орловской области».

## Население
| 2010 | 2012 | 2013 | 2014 | 2015 | 2016 | 2017 |
| ---- | ---- | ---- | ---- | ---- | ---- | ---- |
| 1014 | ↘961 | ↘945 | ↘938 | ↘885 | ↘868 | ↘848 |
| 2018 | 2019 | 2020 | 2021 | 2023 |      |      |
| ↘840 | ↘819 | ↗821 | ↘806 | ↘791 |      |      |

## Состав сельского поселения
| № | Населённый пункт | Тип населённого пункта          | Население |
| - | ---------------- | ------------------------------- | --------- |
| 1 | Брусенцово       | деревня                         | 0         |
| 2 | Будские          | деревня                         | 7         |
| 3 | Вольный          | посёлок                         | 5         |
| 4 | Ключики          | посёлок, административный центр | ↗406      |
| 5 | Крапивенка       | деревня                         | 0         |
| 6 | Малиново         | село                            | ↘416      |
| 7 | Рахмановка       | деревня                         | 0         |
| 8 | Труново          | деревня                         | ↗180      |
| 9 | Юры              | посёлок                         | 0         |